# Егоров, Виктор Николаевич (учёный)
Ви́ктор Никола́евич Его́ров (род. 21 мая 1940, Севастополь, Крымская АССР) — советский, украинский и российский радиобиолог, специалист в области биофизики моря. Действительный член Национальной академии наук Украины в 2012—2022 годах, академик РАН с 2016 года.

## Биография
В 1967 году окончил с отличием Севастопольский приборостроительный институт по специальности «математические счётно-решающие приборы и устройства».
Начиная с 1968 года научная деятельность Виктора Егорова связана с Институтом биологии южных морей им. А. А. Ковалевского НАН Украины.
В 1983—1989 гг. — заведующий лабораторией динамической хемоэкологии.
В 1989—1994 гг. — заместитель директора по научной работе.
В 1991—2010 гг. — заведующий отделом радиационной и химической биологии.
С 2010 года исполняет обязанности главного научного сотрудника отдела радиационной и химической биологии.
В 1976 году получил учёную степень кандидата физико-математических наук; в 1988 году — доктора биологических наук. С 2005 года — профессор.
6 мая 2006 года избран членом-корреспондентом НАН Украины по специальности биофизика моря.
13 апреля 2012 года избран академиком НАН Украины по специальности экосистемология.
После аннексии АР Крым и Севастополя Российской Федерацией остался на оккупированной территории. Продолжает работу в незаконно включенном в состав Российской академии наук Институте биологии южных морей.
15 июня 2022 года исключен из числа академиков НАН Украины по собственному желанию.

## Научная деятельность
Виктор Егоров работает над изучением процессов взаимодействия морских организмов с радиоактивными и химическими веществами в морской среде; исследует экологической роли струйных метановых газовыделений со дна Чёрного моря. Круг его научных интересов — применение радиотрассерных методов для описания нестационарных геохимических процессов в пространственно-временных масштабах — от синоптического до межречного и климатического с учётом влияния экологического и биогеохимического факторов.
Экспериментально обосновал структуру камерных моделей, отражающих кинетические закономерности минерального и радиоизотопного обмена неживого и живого вещества в морской среде. На основе теории камерного моделирования впервые реализован балансовый принцип адекватного описания динамики потоков радиоактивных и химических веществ между компонентами морских экосистем в масштабе времени протекания сорбционных и метаболических процессов с учётом трофических взаимодействий и биологического продуцирования, а также на единой параметрической базе и с помощью современных методов оценки баланса вещества и энергии в морских экосистемах. Егоров сформулировал теорию экологической емкости морской среды в отношении загрязняющих веществ, которая основывается на применении теории минерального обмена и сорбционных взаимодействий для математической интерпретации концепции Владимира Вернадского о единстве процессов воспроизводства живого вещества и условий его существования; доказал, что нарастание антропогенного загрязнения водоемов может привести к изменению порядка метаболических реакций морских организмов с первого на нулевой уровень, а также к насыщению поглощающих поверхностей седиментов и донных осадков, в условиях которых система биогеохимического самоочищения воды теряет устойчивость; разработал методы нормирования потоков антропогенного загрязнения акваторий Украины по биогеохимическим критериям в условиях реализации концепции устойчивого развития; оценил предельные потоки биогеохимического самоочищения воды ряда акваторий Чёрного моря от радионуклидов, тяжелых металлов и полихлорбифенилов.
Учёный исследовал реакцию Чёрного моря на радиоактивное загрязнение в результате ядерной аварии на Чернобыльской АЭС. По результатам радиоэкологического мониторинга и моделирования спрогнозированы масштабы длительности радиационного воздействия и дозовые нагрузки радионуклидов чернобыльского происхождения на морские организмы. Разработал радиотрассерные методы оценки интенсивности вертикального водообмена и смешивания речной и морской воды в Чёрном море по данным переноса и миграции радионуклидов чернобыльского происхождения. По результатам радиотрассерных наблюдений и моделирования водного, солевого и радиотрассерного баланса оценена интенсивность крупномасштабного водообмена в Чёрном море. Виктор Егоров обнаружил струйные метановые газовыделения со дна Чёрного моря на глубинах от 18 до 2100 м, а также бактериальные иметь и коралловидные образования в местах утечки метана с морского дна. Составлена карта локализации полей метановых газовыделений в Чёрном море; исследована приуроченность сипов профиля дна; оценены размерные спектры и поток струй выделения газа из отдельных полей; определён возраст карбонатов кораллоподобных структур и исследован ряд эффектов средообразующей и экологической роли метановых газовыделений, в частности оценено влияние на парниковый эффект; выявлены сульфидные образования в местах струйных метановых газовыделений, которые свидетельствуют о поступлении сероводорода в придонные слои Чёрного моря в местах просачивания метана.
Является автором более 330 научных публикаций; подготовил 7 кандидатов наук.
С 1970 года участвовал в более 30 рейсах на научно-исследовательских судах в Чёрном море, Атлантическом, Тихом и Индийском океанах; выступал с научными докладами более чем на 20 международных конференциях в 10 странах.
Член Международного союза радиоэкологов, Украинского ядерного общества, Международного общества экоэтики, специализированных ученых советов по защите докторских и кандидатских диссертаций при Институте биологии южных морей и Морском гидрофизическом институте, входит в состав редколлегии «Морского экологического журнала».

### Основные работы
1. Морская динамическая радиохемоэкология. М., 1986 (соавтор).
2. Молисмология Чёрного моря. Киев, 1992 (соавтор).
3. Нормирование потоков антропогенного загрязнения черноморских регионов по биогеохимическим критериям // Экология моря. Св., 2001. Вып. 57.
4. Современные представления о средообразующей и экологической роли струйных метановых газовыделений со дна Чёрного моря // Морской экологический журнал. 2003. Т. 2, № 3 (соавтор).
5. Радиоэкологический отклик Чёрного моря на чернобыльскую аварию. Севастополь, 2008 (соавтор).

## Звания и награды
- Медаль ордена «За заслуги перед Отечеством» II степени (26 января 2023 года) — за вклад в развитие науки и многолетнюю добросовестную работу[5]
- Государственная премия Украины в области науки и техники (2007)
- Орден «За заслуги» III степени (2011)